# Belgisch kampioenschap tijdrijden voor dames nieuwelingen

De Belgische kampioenentrui

Het Belgisch kampioenschap tijdrijden voor Dames Nieuwelingen is een jaarlijkse tijdrit in België voor rensters van 15 en 16 jaar met Belgische nationaliteit. Er wordt gereden voor de nationale titel.

## Erelijst
| Jaar | Plaats                | Winnaar                                 | 2de                                     | 3de                                     |
| 2024 | Geraardsbergen U17-2  | Laura Fivé                              | Elise De Bruyn                          | Yana Decruyenaere                       |
| 2024 | Geraardsbergen U17-1  | Lise Reyniers                           | Anna Meeusen                            | Lobke Spinnoy                           |
| 2023 | Waregem U17-2         | Jilke Michielsen                        | Auke De Buysser                         | Zita Gheysens                           |
| 2023 | Waregem U17-1         | Lobke Beenaerts                         | Laura Fivé                              | Eline De Winter                         |
| 2022 | Gavere                | ?                                       | ?                                       | ?                                       |
| 2021 | Koksijde              | Xaydée Van Sinaey                       | Fleur Moors                             | Dina Boels                              |
| 2020 | -                     | Niet verreden vanwege de coronapandemie | Niet verreden vanwege de coronapandemie | Niet verreden vanwege de coronapandemie |
| 2019 | Sint-Lievens-Houtem   | Febe Jooris                             | Marith Vanhove                          | Malaika Feys                            |
| 2018 | Vresse-sur-Semois     | Julie De Wilde                          | Marith Vanhove                          | Katrijn De Clercq                       |
| 2017 | Anzegem               | Luna Renders                            | Esmée Gielkens                          | Katrijn De Clercq                       |
| 2016 | Borlo                 | Shari Bossuyt                           | Luna Renders                            | Britt Verbeeck                          |
| 2015 | Overpelt              | Shari Bossuyt                           | Noa Selosse                             | Lotte Rotman                            |
| 2014 | Hooglede              | Nathalie Bex                            | Alana Castrique                         | Joyce Heyns                             |
| 2013 | Maldegem              | Lenny Druyts                            | Eva Maria Palm                          | Alicia Eijssen                          |
| 2012 | Lacs de l'Eau d'Heure | Lenny Druyts                            | Maxime Roes                             | Saartje Vandenbroucke                   |
| 2011 | Tervuren              | Lotte Kopecky                           | Kaat Van Der Meulen                     | Dana Lodewyks                           |
| 2010 | Habay-la-Neuve        | Lotte Kopecky                           | Dana Lodewyks                           | Kaat Van Der Meulen                     |
| 2009 | Saint-Ghislain        | Lisa Bogaert                            | Steffi Lodewyks                         | Evelien Deltombe                        |
| 2008 | Moeskroen             | Eline De Roover                         | Lisa Bogaert                            | Gilke Croket                            |
| 2007 | Maldegem              | Eline De Roover                         | Delphine Decock                         | Eleonore Maeck                          |
| 2006 | Wachtebeke            | Evelyn Arys                             | Karen Verhestraeten                     | Jessie Daams                            |
| 2005 | Halle                 | Tine Ghyselinck                         | Evelyn Arys                             | Veronique Staes                         |
| 2004 | Wachtebeke            | Veronique Staes                         | Alice Pirard                            | Tamara Laeremans                        |
| 2003 | Wachtebeke            | Tamara Laeremans                        | Goedele Van den Steen                   | Lieselot Decroix                        |
| 2002 | Geel                  | Karen Verbeek                           | Liesbet Moens                           | Axelle Doisy                            |
| 2001 | Torhout               | Sara Peeters                            | Karen Verbeek                           | Laurence Melys                          |
| 2000 | Sint-Niklaas          | Ludvine Henrion                         | Sara Peeters                            | Ellen Gevers                            |
| 1999 | Sint-Niklaas          | Ludvine Henrion                         | Sharon Van Dromme                       | Ilse Temmerman                          |